# Кападокијски оци
Кападокијски оци су хришћански светитељи из Кападокије: Василије Велики, Григорије Ниски и цариградски архиепископ Григорије Богослов.
Они су значајне личности у историји хришћанства као црквени оци чија теологија се поштује нарочито у православној цркви.

## Учење
Они су настојали да покажу како хришћани могу на равној нози да расправљају са образованим паганима у Античкој Грчкој и да хришћанска вера представља готово научни покрет у чијем се средишту налази зацељавање људске душе и његово сједињење са Богом што се најбоље огледа у концепту монаштва. Кападокијски оци су значајно допринели дефинисању Светог Тројства на Другом васељенском сабору 381. године и дефинисању Никејског симбола вере који на том сабору формулисан.